# Losana de Pirón
Losana de Pirón es una localidad, entidad local menor, perteneciente al municipio de Torreiglesias, en la provincia de Segovia, comunidad autónoma de Castilla y León, España. En 2023 contaba con una población de 60 habitantes censados.
En su término a unos 3,4 km al norte/noroeste se ubica el despoblado de época medieval de Cuevas de Pirón o Castrejón.

## Toponimia
Su nombre puede derivar de Luciana, que puede significar «propiedad de Lucius» y del Pirón por encontrase próximo a éste río.

## Historia

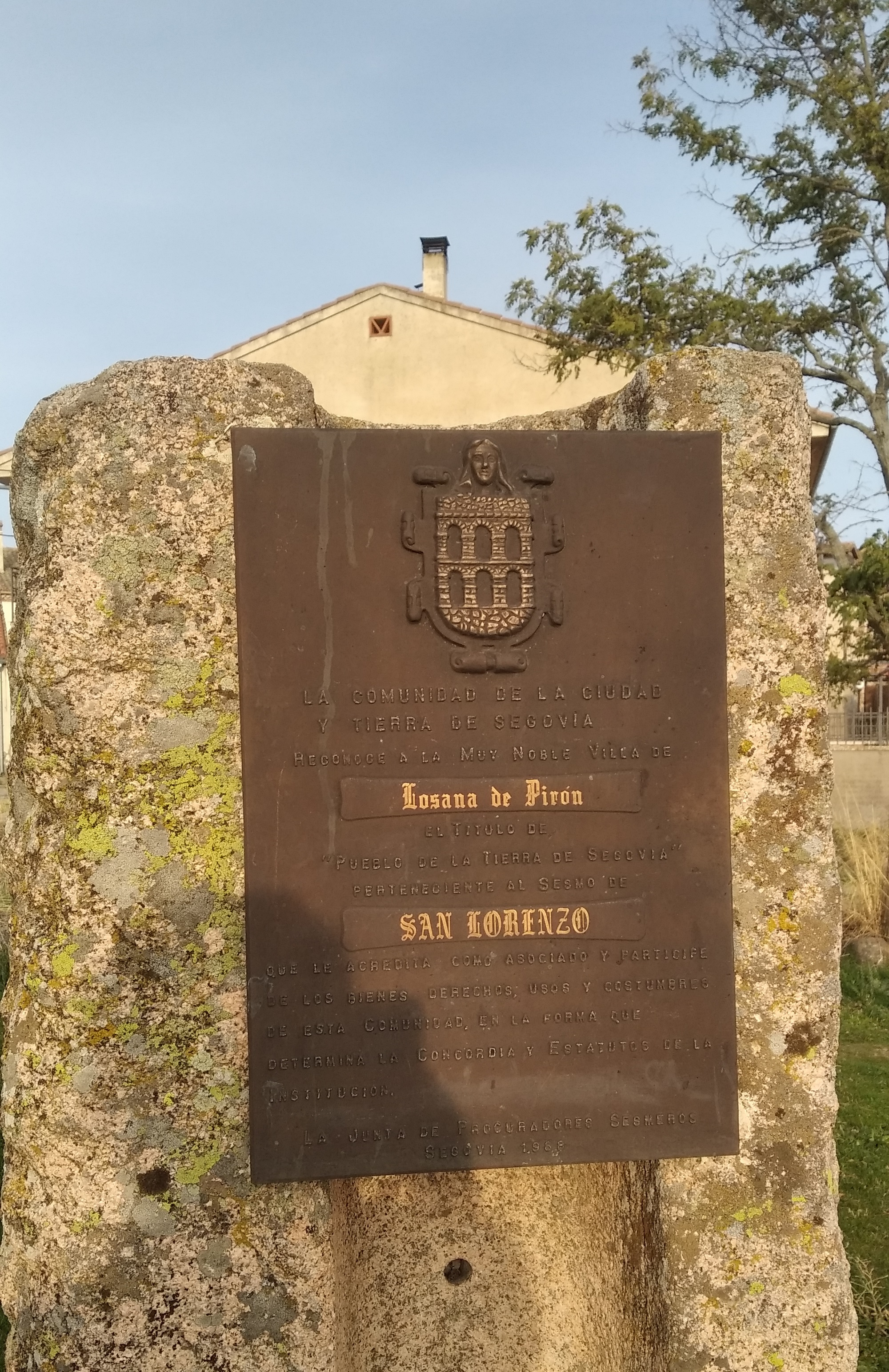
Placa que reconoce Losana de Pirón como integrante del Sexmo de San Lorenzo

Hay presencia de restos del Neolítico en la cueva de la Vaquera también llamado de la Fuentedura, en el Cañón del Pirón.
En su primera mención histórica, Losana, perteneciente al Sexmo de San Lorenzo de la Comunidad de Ciudad y Tierra de Segovia, fue entregada en 1103 por el riojano Sancho Sarracínez y su madre al monasterio de San Millán de la Cogolla, por lo que debió ser repoblada, entre otros, por dichas personas.
Hasta la reforma de la nomenclatura municipal de 1916 el municipio se llamaba simplemente Losana. En dicha fecha su nombre fue modificado por el de Losana de Pirón en referencia al homónimo río.
Tuvo ayuntamiento independiente hasta 1970, en esta fecha se anexionó junto con Otones de Benjumea a Torreiglesias, ambas como pedanías, hasta el año 1986 cuando tras una larga lucha de sus vecinos se constituyó como Entidad Local Menor teniendo así un ayuntamiento con competencias delegadas y un alcalde pedáneo.

## Geografía

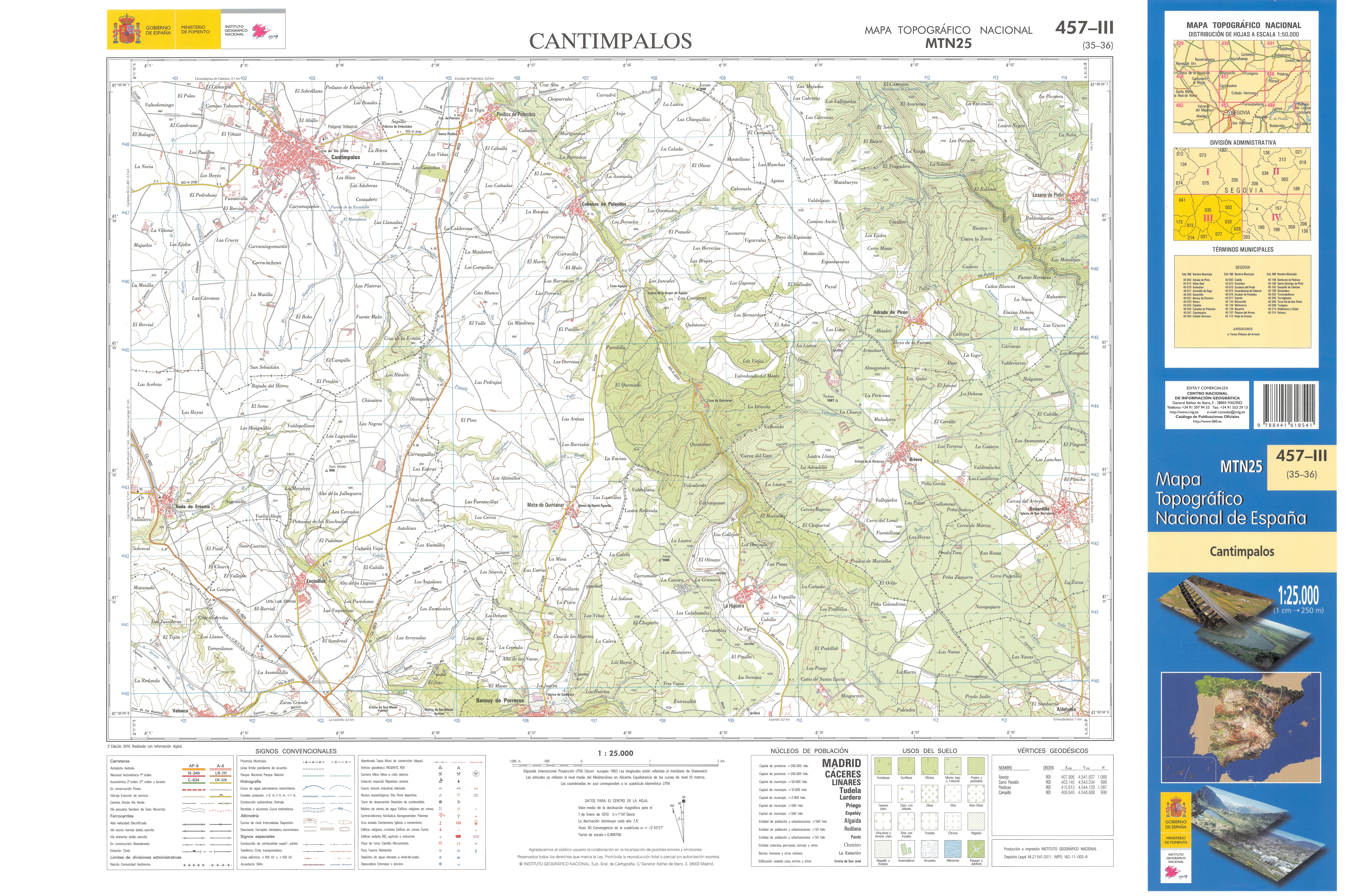
Fragmento 0457c3 de la hoja 457 del Mapa Topográfico Nacional de España de 2010 en el que se representa parte de Losana de Pirón

Bordeada por la carretera provincial SG-P-2222 que conecta Torrecaballeros con Turégano, está situada entre los ríos Pirón y Viejo, en el somonte de la sierra de Guadarrama.
| Noroeste: Torreiglesias                                   | Norte: Torreiglesias                                     | Noreste: Carrascal (La Cuesta, Turégano)       |
| Oeste: Cabañas de Polendos                                |                                                          | Este: Tenzuela, Berrocal (La Cuesta, Turégano) |
| Suroeste: Adrada de Pirón                                 | Sur: Adrada de Pirón, Basardilla, Santo Domingo de Pirón | Sureste: Santo Domingo de Pirón                |
| ----Mapa interactivo — Losana de Pirón y su término local |                                                          |                                                |

## Geografía humana

### Demografía
| Gráfica de evolución demográfica de Losana de Pirón entre 1842 y 1960 |
| |
| Población de derecho según los censos de población del INE Población de hecho según los censos de población del INEEn estos censos se denominaba Losana: 1842, 1857, 1860, 1877, 1887, 1897, 1900 y 1910 Entre el censo de 1970 y el anterior, este municipio desaparece porque se integra en el municipio 40205 (Torreiglesias) |

Evolución de la población
| Gráfica de evolución demográfica de Losana de Pirón entre 1828 y 2023 |
| |
| Población según el Diccionario geográfico-estadístico de España y Portugal de Sebastián Miñano. Población según Pedro Luis Siguero Llorente. Población de derecho (1842-2020) según el padrón municipal del INE. Población según el padrón municipal de 2023 del INE. |

## Administración y política
Depende del Ayuntamiento de Torreiglesias, pero cuenta con su propia alcaldía con cierto grado de autogestión al ser entidad local menor desde 1986.
| Periodo   | Nombre                                                  | Partido          |
| --------- | ------------------------------------------------------- | ---------------- |
| 1979-1983 | ----                                                    | ----             |
| 1995-1999 | Pedro García Díaz                                       | PP               |
| 1999-2003 | Pedro García Díaz (-2001) Luis Escudero Revilla (2001-) | PP               |
| 2003-2007 | Luis Escudero Revilla                                   | PP               |
| 2007-2011 | Luis Escudero Revilla                                   | PP               |
| 2011-2015 | Luis Escudero Revilla                                   | PP               |
| 2015-2019 | Pedro García Díaz                                       | Independiente    |
| 2019-2023 | Pedro García Díaz                                       | PP Independiente |
| 2023-act. | Pedro García Díaz                                       | Independiente    |

### Organización municipal
Como Entidad Local Menor, dispone de una Junta Vecinal regulada por la Ley de Régimen Local de 1998 de Castilla y León. Al frente de esta Junta Vecinal hay un alcalde pedáneo, elegido democráticamente por los chatuneros. Este alcalde pedáneo nombra a un miembro de la Junta Vecinal, que se completa con el candidato de la segunda lista más votada. Esta Junta es con ayuda de la Asociación de Vecinos de Nuestra Señora de la Asunción la gestora de la localidad.

## Cultura

### Monumentos y lugares de interés

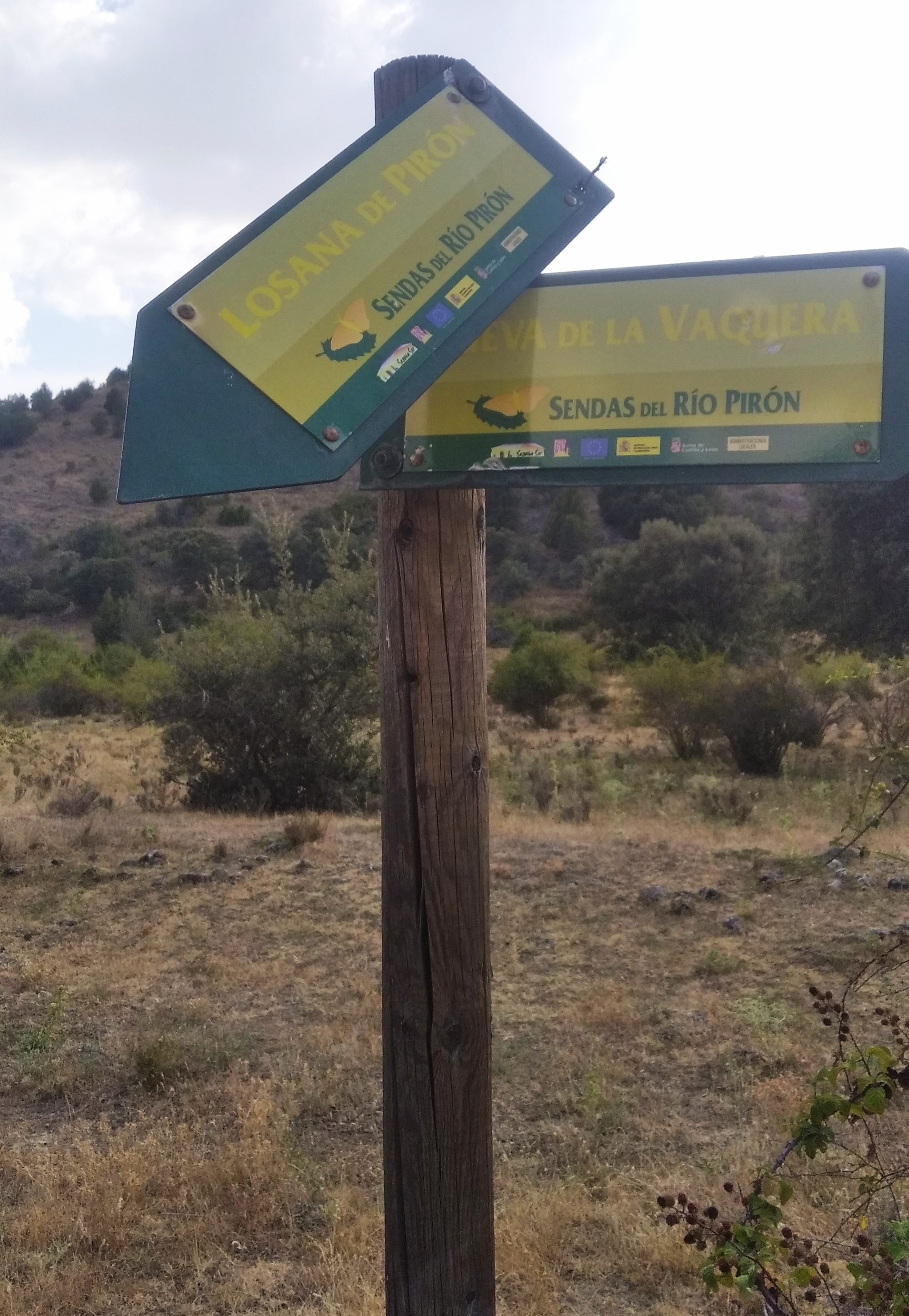
Señalización de una de las rutas del valle del río Pirón, esta une Losana de Pirón con la cueva de la Vaquera

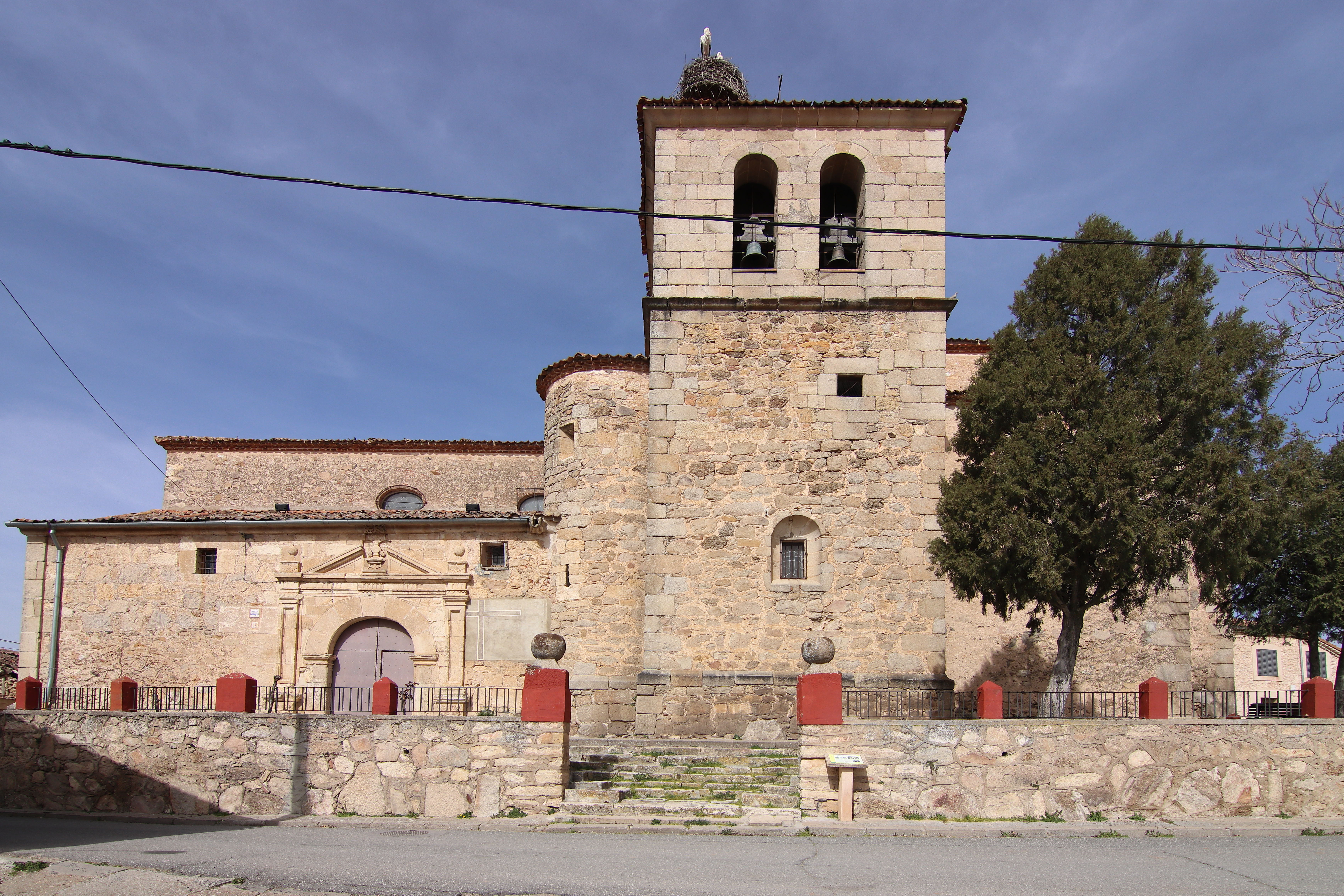
Iglesia de Nuestra Señora de la Asunción

- Iglesia de Nuestra Señora de la Asunción, de origen románico;
- Viejo Molino de Losana;
- Cueva de la Vaquera también llamada de la Fuentedura, cuenta con dos bocas y 1 kilómetro de largo. Fue refugio del bandolero El Tuerto de Pirón y existen un yacimiento arqueológico neolítico en su interior;
- Cueva de Murciganillos, declarada como Lugar de Interés Comunitario (LIC);
- Cuevas menores de Pedrones y Cabrera;
- Ermita rupestre de Santiaguito, ermitorio de origen medieval reformado por última vez en siglo XVIII, la construcción está excavada en una pared del Cañón del río Pirón;
- Antigua fragua.
- Fuente de Émbolo;
- Potro de herrar situado junto a la iglesia;
- Pilón cercano de la casa de esquileo;
- Puente de Encalá, hoy llamado en ocasiones Puente de Alcalá, cruza el río Pirón, hoy pasa sobre el la carretera que va a Adrada de Pirón, previamente se utilizó para mover ganado trashumante procedente de la Cañada de la Vera de la Sierra. Tras un hundimiento parcial, en 1950 se le añadió un segundo ojo.[14]

### Fiestas
- San Antonio: el 13 de junio;[21]
- Nuestra Señora de la Asunción: el fin de semana siguiente al 15 de agosto.[6]
- Romería del Santiaguito, se trae la talla homónima desde la iglesia de Nuestra Señora de la Asunción de Torreiglesias, se celebra misa y tiene lugar una comida. Existe una canción popular en honor a esta celebración y Santiaguito.[22]

### Leyendas
- Leyenda de la Aparición. Según esta, la Virgen se apareció dando lugar a la aparición de un manantial, desde entonces se conoce a esa Virgen como la Virgen de la Salud;[23]

- Leyenda del Tuerto Pirón. El Tuerto de Pirón era un bandolero nacido en la localidad vecina de Santo Domingo de Pirón. Uno de sus principales escondites era las Cuevas de las Vaquera y de Murciganillos, cercana a la localidad. Fernando Delgado Sanz, apodado el Tuerto de Pirón, robaba a los ricos, asaltaba iglesias y caminos y en ocasiones lo repartía entre los más necesitados. Sospechaban los vecinos que Geñico, también vecino de Losana de Pirón era un miembro de su banda pero nunca se pudo demostrar.[24]
- Leyenda de la ermita de Santiaguito. La ermita rupestre, cuenta, pertenecía a Losana durante la Reconquista. En esta época, Losana estaba ocupada por musulmanes y Torreiglesias por cristianos, los primeros cambiaron la ermita por unos prados ribereños a la segunda. Igualmente, con el tiempo estos terrenos pasarían de nuevo a lindes de Losana, anexionada hoy a Torreiglesias. De aquí salieron unas coplillas que de buena gana repiten todos los del contorno, menos los de esta localidad:[22]

Moritos los de Losana

los de Losana Moritos,

Si moros los de Losana no fueran,

no cambiarían santos por praderas.
Los moros de Losana

quién lo creyera,

que cambiaron el santo,

por la pradera
Anónimo